# 무라야마 도모히코
무라야마 도모히코(일본어: 村山 智彦, 1987년 8월 22일 ~ )는 일본의 축구 선수이다.

## 구단 경력
그는 2013년부터 2024년까지 J리그의 마쓰모토 야마가 FC, 쇼난 벨마레에서 활동하였다.